# Comté de Wentworth
Le comté de Wentworth (en anglais : Wentworth Shire) est une zone d'administration locale située dans l'État de Nouvelle-Galles du Sud en Australie, dont le siège est Wentworth.

## Géographie
Le comté occupe une superficie de 26 296 km2 dans l'angle sud-ouest de la Nouvelle-Galles du Sud. Il est bordé au sud par le Murray qui le sépare de l'État du Victoria. Il est également limitrophe de l'Australie-Méridionale à l'ouest.
Le comté est traversé par la Sturt et par la Silver City Highway. C'est une région d'élevage ovin et bovin et de culture de céréales.
Le comté comprend la ville de Wentworth et les localités d'Arumpo, Buronga, Curlwaa, Dareton, Gol Gol, Mourquong, Palinyewah, Pomona et Pooncarie.

## Histoire
La municipalité de Wentworth est constituée le 23 janvier 1879. Elle est nommée en l'honneur de William Wentworth.

## Démographie
| 2001  | 2006  | 2011  | 2016  | 2021  |
| ----- | ----- | ----- | ----- | ----- |
| 6 973 | 6 779 | 6 609 | 6 794 | 7 453 |

## Politique et administration
Le conseil comprend neuf membres élus pour un mandat de quatre ans, qui à leur tour élisent le maire pour deux ans. À la suite des élections du 4 décembre 2021, le conseil est formé d'indépendants. 

### Liste des maires
| Période           | Période         | Identité         | Étiquette    | Qualité |
| ----------------- | --------------- | ---------------- | ------------ | ------- |
| septembre 2016    | novembre 2020   | Melissa Hederics | Indépendant  |         |
| 9 novembre 2020   | 10 janvier 2022 | Susan Nichols    | Indépendante |         |
| 10 janvier 2022   | septembre 2023  | Tim Elstone      | Indépendant  |         |
| 20 septembre 2023 | en cours        | Daniel Linklater | Indépendant  |         |

La zone est rattachée à la circonscription de Farrer pour les élections fédérales et à celle du Murray pour les élections à l'Assemblée législative de Nouvelle-Galles du Sud.